# Хокей на зимових Олімпійських іграх 1984
Хокейний турнір на зимових Олімпійських іграх 1984 проходив з 7 по 19 лютого 1984 року в місті Сараєво (Югославія).
За результатами чемпіонату світу 1983 право участі отримали всі команди дивізіону А, дві найкращі — дивізіону В, переможець відбіркових матчів і господарі турніру. У зв'язку з відмовою збірної НДР, право участі отримала третя команда дивізіону В.
На першому етапі дванадцять збірних виступали у двох групах. По дві найкращі збірні отримали право безпосередньо боротися за нагороди.

## Відбіркові матчі
За путівку на Олімпіаду змагалися збірні Норвегії й Нідерландів. Обидва поєдинки відбулися в німецькому місті Гарміш-Партенкірхен.
| Дата       | Команда  | Рахунок | Команда    |
| ---------- | -------- | ------- | ---------- |
| 09.04.1983 | Норвегія | 4 : 4   | Нідерланди |
| 10.04.1983 | Норвегія | 10 : 2  | Нідерланди |

## Група А
| М | Команда   | І | Пер | Н | Пор | ЗШ | ПШ | О  |
| - | --------- | - | --- | - | --- | -- | -- | -- |
| 1 | СРСР      | 5 | 5   | 0 | 0   | 42 | 5  | 10 |
| 2 | Швеція    | 5 | 3   | 1 | 1   | 34 | 15 | 7  |
| 3 | ФРН       | 5 | 3   | 1 | 1   | 27 | 17 | 7  |
| 4 | Польща    | 5 | 1   | 0 | 4   | 16 | 37 | 2  |
| 5 | Італія    | 5 | 1   | 0 | 4   | 15 | 31 | 2  |
| 6 | Югославія | 5 | 1   | 0 | 4   | 8  | 37 | 2  |

### Результати матчів
| Дата       | Команда   | Рахунок | Команда |
| ---------- | --------- | ------- | ------- |
| 07.02.1984 | Швеція    | 11 : 3  | Італія  |
| 07.02.1984 | СРСР      | 12 : 1  | Польща  |
| 07.02.1984 | Югославія | 1 : 8   | ФРН     |
| 09.02.1984 | СРСР      | 5 : 1   | Італія  |
| 09.02.1984 | ФРН       | 8 : 5   | Польща  |
| 09.02.1984 | Югославія | 0 : 11  | Швеція  |
| 11.02.1984 | Швеція    | 1 : 1   | ФРН     |
| 11.02.1984 | Югославія | 1 : 9   | СРСР    |
| 11.02.1984 | Італія    | 6 : 1   | Польща  |
| 13.02.1984 | СРСР      | 6 : 1   | ФРН     |
| 13.02.1984 | Швеція    | 10 : 1  | Польща  |
| 13.02.1984 | Югославія | 5 : 1   | Італія  |
| 15.02.1984 | СРСР      | 10 : 1  | Швеція  |
| 15.02.1984 | Югославія | 1 : 8   | Польща  |
| 15.02.1984 | ФРН       | 9 : 4   | Італія  |

## Група В
| М | Команда        | І | Пер | Н | Пор | ЗШ | ПШ | О  |
| - | -------------- | - | --- | - | --- | -- | -- | -- |
| 1 | Чехословаччина | 5 | 5   | 0 | 0   | 38 | 7  | 10 |
| 2 | Канада         | 5 | 4   | 0 | 1   | 24 | 10 | 8  |
| 3 | Фінляндія      | 5 | 2   | 1 | 2   | 27 | 19 | 5  |
| 4 | США            | 5 | 1   | 2 | 2   | 16 | 17 | 4  |
| 5 | Австрія        | 5 | 1   | 0 | 4   | 13 | 37 | 2  |
| 6 | Норвегія       | 5 | 0   | 1 | 4   | 15 | 43 | 1  |

### Результати матчів
| Дата       | Команда        | Рахунок | Команда   |
| ---------- | -------------- | ------- | --------- |
| 07.02.1984 | Канада         | 4 : 2   | США       |
| 07.02.1984 | Фінляндія      | 4 : 2   | Австрія   |
| 07.02.1984 | Чехословаччина | 10 : 4  | Норвегія  |
| 09.02.1984 | Канада         | 8 : 1   | Австрія   |
| 09.02.1984 | Чехословаччина | 4 : 1   | США       |
| 09.02.1984 | Фінляндія      | 16 : 2  | Норвегія  |
| 11.02.1984 | Чехословаччина | 13 : 0  | Австрія   |
| 11.02.1984 | США            | 3 : 3   | Норвегія  |
| 11.02.1984 | Канада         | 4 : 2   | Фінляндія |
| 13.02.1984 | Канада         | 8 : 1   | Норвегія  |
| 13.02.1984 | Чехословаччина | 7 : 2   | Фінляндія |
| 13.02.1984 | США            | 7 : 3   | Австрія   |
| 15.02.1984 | США            | 3 : 3   | Фінляндія |
| 15.02.1984 | Австрія        | 6 : 5   | Норвегія  |
| 15.02.1984 | Чехословаччина | 4 : 0   | Канада    |

## Фінальна група
| М | Команда        | І | Пер | Н | Пор | ЗШ | ПШ | О |
| - | -------------- | - | --- | - | --- | -- | -- | - |
| 1 | СРСР           | 3 | 3   | 0 | 0   | 16 | 1  | 6 |
| 2 | Чехословаччина | 3 | 2   | 0 | 1   | 6  | 2  | 4 |
| 3 | Швеція         | 3 | 1   | 0 | 2   | 3  | 12 | 2 |
| 4 | Канада         | 3 | 0   | 0 | 3   | 0  | 10 | 0 |

Враховувалися результати матчів між командами з однієї групи на попередньому етапі: СРСР — Швеція (10:1), Чехословаччина — Канада (4:0).
| 17 лютого 1984 |

| Чехословаччина                             | 2 : 0 | Швеція |
| ------------------------------------------ | ----- | ------ |
| Владімір Ружичка 55:00 Ярослав Бенак 58:51 |       |        |

| Олімпійський центр (Сараєво) Глядачів: 7 500 |

| 17 лютого 1984 |

| СРСР                                                                                               | 4 : 0 | Канада |
| -------------------------------------------------------------------------------------------------- | ----- | ------ |
| Володимир Ковін 31:31 Олександр Кожевников 34:19 Олександр Скворцов 54:41 Микола Дроздецький 56:59 |       |        |

| Олімпійський центр (Сараєво) Глядачів: 6 500 |

| 19 лютого 1984 |

| Швеція                                   | 2 : 0 | Канада |
| ---------------------------------------- | ----- | ------ |
| Петер Градін 31:21 Гокан Седергрен 46:59 |       |        |

| Олімпійський центр (Сараєво) Глядачів: 4 000 |

| 19 лютого 1984 |

| СРСР                                              | 2 : 0 | Чехословаччина |
| ------------------------------------------------- | ----- | -------------- |
| Олександр Кожевников 06:38 Володимир Крутов 21:12 |       |                |

| Олімпійський центр (Сараєво) Глядачів: 7 000 |

## Стикові матчі
За п'яте місце
| 17 лютого 1984 |

| ФРН | 7 : 4 | Фінляндія                                                                     |
| --- | ----- | ----------------------------------------------------------------------------- |
| Дітер Хеген 16:02 Гельмут Стейгер 19:33 Еріх Кюнгакль 34:48 Еріх Кюнгакль 44:49 Еріх Кюнгакль 49:24 Манфред Вольф 54:37 Дітер Хеген 58:55 |       | 04:52 Петрі Скріко 16:20 Анссі Меламется 20:49 Раймо Сумманен 32:39 Рісто Яло |

| Сараєво Глядачів: 1 500 |

За сьоме місце
| 17 лютого 1984 |

| США | 7 : 4 | Польща                                                                                  |
| --- | ----- | --------------------------------------------------------------------------------------- |
| Ед Ольчик 03:39 Скотт Б'югстад 14:41 Гарі Сампсон 16:29 Скотт Бюгстад 16:47 Пет Лафонтен 20:15 Д. А. Єнсен 38:38 Філ Верчота 39:13 |       | 04:52 Станіслав Клосек 16:20 Генрік Питель 37:15 Віцлав Юбчик 38:57 Крістіан Сікорський |

| Сараєво Глядачів: 2 000 |

## Медалісти
| Золото: | Срібло: | Бронза |
| СРСР Владислав Третьяк, Володимир Мишкін, В'ячеслав Фетісов, Олексій Касатонов, Зінетула Білялетдінов, Василь Первухін, Сергій Стариков, Ігор Стельнов, Володимир Крутов, Ігор Ларіонов, Сергій Макаров, Микола Дроздецький, Володимир Ковін, Олександр Скворцов, Олександр Кожевников, Сергій Шепелєв, Віктор Тюменєв, Андрій Хомутов, Михайло Васильєв, Олександр Герасимов. Тренери — Віктор Тихонов, Володимир Юрзінов. | Чехословаччина Яромір Шиндел, Їржі Кралик, Радослав Свобода, Милослав Горжава, Мілан Халупа, Арнольд Кадлець, Ярослав Бенак, Едуард Увіра, Даріус Руснак, Владімір Ружичка, Їржі Грдіна, Вінцент Лукач, Ігор Ліба, Павел Ріхтер, Їржі Лала, Владімір Цалдр, Душан Пашек, Франтішек Черник, Владімір Кигос, Ярослав Корбела. Тренери — Людек Букач, Станіслав Невеселий. | Швеція Рольф Ріддервалл, Єте Велітало, Матс Валтін, Гокан Нурдін, Томас Олен, Єран Ліндблум, Матс Телін, Бу Еріксон, Мікаель Тельвен, Томас Рундквіст, Петер Градін, Єнс Елінг, Пер-Ерік Еклунд, Гокан Ерікссон, Томас Сандстрем, Мікаель Єльм, Матс Хессель, Том Еклунд, Гокан Седергрен, Томмі Мерт. Тренер — Андерс Пармстрем. |

## Найкращі бомбардири
| М  | Гравець            | Очки      |
| -- | ------------------ | --------- |
| 1  | Еріх Кюнгакль      | 14 (8+6)  |
| 2  | Петер Градін       | 13 (9+4)  |
| 3  | Микола Дроздецький | 12 (10+2) |
| 4  | В'ячеслав Фетісов  | 11 (3+8)  |
| 5  | Петрі Скріко       | 10 (6+4)  |
| 6  | Владімір Ружичка   | 10 (4+6)  |
| 6  | Раймо Сумманен     | 10 (4+6)  |
| 6  | Даріус Руснак      | 10 (4+6)  |
| 6  | Їржі Грдіна        | 10 (4+6)  |
| 10 | Вінцент Лукач      | 9 (4+5)   |